# Rumänien i olympiska vinterspelen 1998
Rumänien deltog med 16 deltagare vid de olympiska vinterspelen 1998 i Nagano. Ingen av landets deltagare erövrade någon medalj.